# Batalla de Treize-Septiers

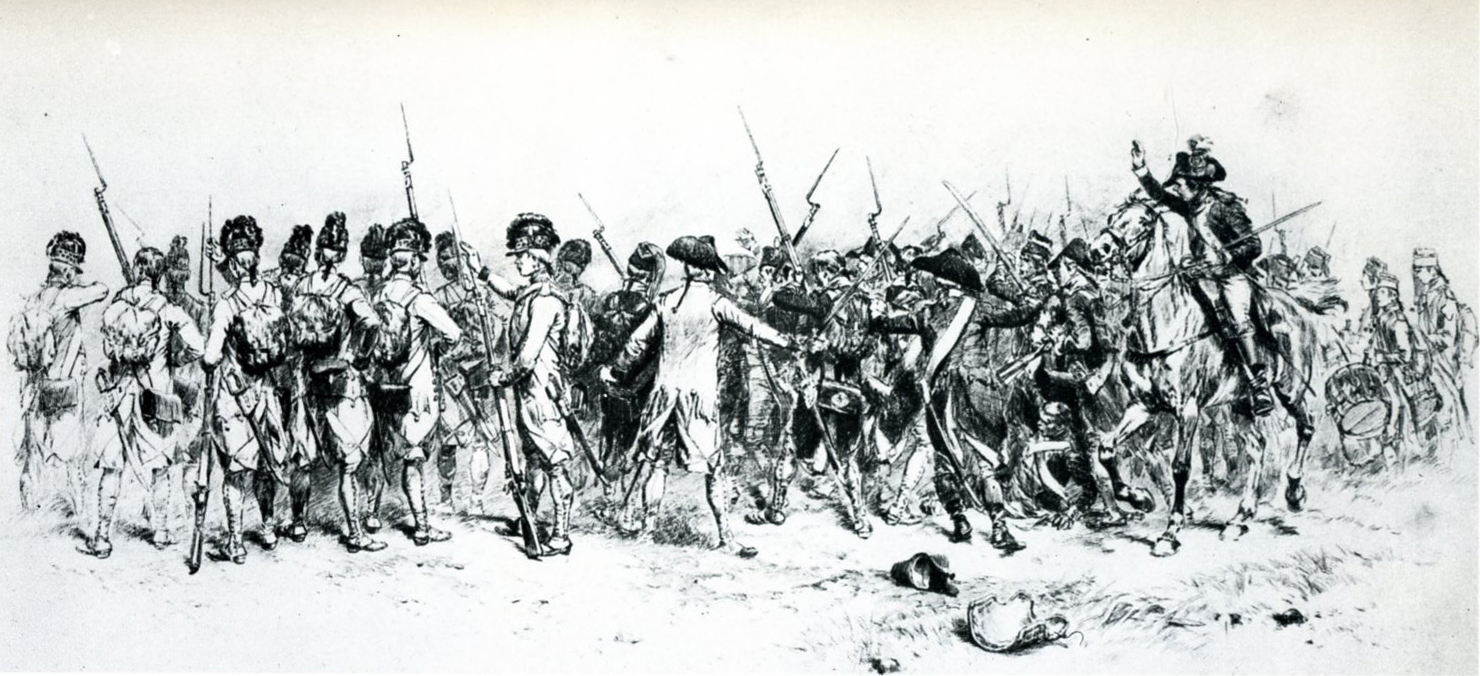
Roba blanca i roba blava, l'amalgama, dibuix d'Édouard Detaille

La batalla de Treize-Septiers té lloc durant la guerra de la Vendée. Les forces republicanes de Nantes van reprendre la seva ofensiva i van derrotar els Vendeans a Treize-Septiers.

## Preludi
L'exèrcit de Magúncia, vençut a la batalla de Torfou, va replegar-se a Nantes el 22 de setembre, però el 24, el general Jean-Baptiste de Canclaux va elaborar ràpidament un nou pla, aprovat pels representants, que va enviar al general Rossignol, general en cap de l'exèrcit de les costes de La Rochelle. Aquesta vegada, el pla ja no preveu un encerclament de les forces de Vendée sinó una ofensiva dirigida per dos exèrcits principals, convergint cap al centre de la zona insurgent, el primer és l'exèrcit de Magúncia, el segon que es formarà a Bressuire amb les tropes, dels generals Chalbos, Santerre i Rey.

## La batalla
A partir del 25 de setembre, l'exèrcit de Magúncia abandona Nantes i torna a entrar en campanya. S'apodera ràpidament i sense trobar cap oposició real de Montaigu, després de Clisson l'1 d'octubre, on Canclaux estableix la seva seu. Kléber continua a Saint-Fulgent.
Finalment, el 6 d'octubre, a Treize-Septiers, l'avantguarda de l'exèrcit de Magúncia, encara comandada per Kléber, es va trobar amb l'exèrcit catòlic i reial de d'Elbée i Bonchamps, que s'havia precipitat a donar la notícia d'aquesta incursió. L'avantguarda republicana comandada pel capità Targe inicialment fa retrocedir els llocs avançats de la Vendée, però aviat s'informa que el gruix de les forces de Vendée es troba en una posició elevada a la rereguarda. Kléber va desplegar les seves tropes, ell mateix liderant el centre, Targe comandant el flanc esquerre i el major Blosse el flanc dret. Els Vendeans abandonen les altures atrinxerant-se als boscos i les bardisses.
Després de dues hores de lluita, de vegades amb baionetes, els generals Canclaux i Michel de Beaupuy1Beaupuy van arribar com a reforç. Les ales de Vendée estan aclaparades i la cavalleria les agafa per darrere, els Vendeans han d'abandonar el camp de batalla.

## Pèrdues
Segons Kléber, els vendens van deixar més de 200 cadàvers al camp de batalla i el nombre dels seus ferits es calcula en 900, mentre que les baixes republicanes són d'uns 30 morts i 200 ferits.

## Reorganitzacions dels exèrcits republicans
Però, mentrestant, la notícia de la derrota de Torfou va arribar a París on va provocar un gran enrenou. A iniciativa de Bertrand Barère de Vieuzac, l'1 d'octubre es van ordenar diverses mesures amb l'aplicació de la llei d'aniquilació de Vendée, que va ordenar la crema del país insurgent. La Convenció Nacional també va decidir unir l'exèrcit de Nantes, comandat per Canclaux, amb el d'Angers, dirigit per Rossignol, per formar l'exèrcit d'oest per tal de posar fi a les freqüents baralles entre el personal d'aquests dos exèrcits. A més, es decideix una purificació dels oficials nobles. Acusats per Ronsin, Canclaux i Aubert du Bayet foren destituïts, així com Rey i Grouchy, Gauvilliers, Mieszkowski, Beffroy i Nouvion.

Tanmateix, les responsabilitats de Ronsin també són denunciades pel representant Philippeaux. Diversos agents hebertistes són acomiadats però es beneficien de grans indemnitzacions. Ronsin va ser nomenat "general en cap de l'exèrcit revolucionari", Rossignol en conflicte permanent amb els representants en missió, va ser traslladat a l'Exèrcit de les costes de Brest, Louis Marie Turreau va ser nomenat comandant de l'Exèrcit dels Pirineus Orientals i Santerre, rep un comandament a Orleans. No obstant això, un altre general sense-culotte va ser nomenat al capdavant de l'Exèrcit d'Occident, Jean Léchelle, descrit per Kléber com 
| « | "el més covard dels soldats, el pitjor dels oficials i el més ignorant dels líders que hagués vist mai". | » |

Canclaux s'assabenta de la seva destitució el mateix dia de la seva victòria a Treize-Septiers, marxa cap a Nantes i dona el seu comandament a Vimeux; tanmateix, aquest últim va declinar l'oferta i els representants Antoine Merlin de Thionville i Louis Turreau van designar Kléber per fer-se càrrec de l'interí. El 8 d'octubre, el general Jean Léchelle va arribar a Montaigu acompanyat del representant Jean-Baptiste Carrier i del general Jean Dembarrère. Tanmateix, davant la notòria incapacitat de Léchelle, Merlin de Thionville i Turreau acorden confiar extraoficialment la direcció de les operacions a Kléber.
El 13 d'octubre, els republicans van calar foc a Clisson, així com a Tiffauges el 14.